# Панино (Крым)
Па́нино (до 1948 года Алты́-Парма́к; укр. Паніне, крымскотат. Altı Parmaq, Алты Пармакъ) — исчезнувшее село в Раздольненском районе Республики Крым, располагавшееся на юге района, в степной части Крыма, примерно в 8 км западнее современного пгт Новосёловское.

### Динамика численности населения
| - 1806 год — 35 чел. - 1864 год — 16 чел. - 1900 год — 34 чел. | - 1915 год — 23 чел. - 1926 год — 76 чел. - 1939 год — 81 чел. |

## История
Первое документальное упоминание села встречается в Камеральном Описании Крыма… 1784 года, судя по которому, в последний период Крымского ханства Алты Пармак Яниджи входил в Каракуртский кадылык Бахчисарайского каймаканства. После присоединения Крыма к России (8) 19 апреля 1783 года, (8) 19 февраля 1784 года, именным указом Екатерины II сенату, на территории бывшего Крымского ханства была образована Таврическая область и деревня была приписана к Евпаторийскому уезду. После павловских реформ, с 1796 по 1802 год входила в Акмечетский уезд Новороссийской губернии. По новому административному делению, после создания 8 (20) октября 1802 года Таврической губернии, Алты-Пармак был включён в состав Хоротокиятской волости Евпаторийского уезда.
По Ведомости о волостях и селениях, в Евпаторийском уезде с показанием числа дворов и душ… от 19 апреля 1806 года в деревне Алты-Пормак числилось 5 дворов и 35 крымских татар. На военно-топографической карте генерал-майора Мухина 1817 года деревня Алтыпармак обозначена с 7 дворами. После реформы волостного деления 1829 года Алты пармак джайчи, согласно «Ведомости о казённых волостях Таврической губернии 1829 года», отнесли к Аксакал-Меркитской волости (переименованной из Хоротокиятской). На карте 1836 года в деревне 10 дворов, а на карте 1842 года Алтыпармак-Джайчи обозначен условным знаком «малая деревня» (это означает, что в нём насчитывалось менее 5 дворов).
В 1860-х годах, после земской реформы Александра II, деревню приписали к Чотайской волости. В «Списке населённых мест Таврической губернии по сведениям 1864 года», составленном по результатам VIII ревизии 1864 года, Алты-Пармак-Джайчи — владельческая русско-татарская деревня, с 4 дворами, 16 жителями и мечетью при колодцах. По обследованиям профессора А. Н. Козловского 1867 года, вода в колодцах деревни Алты-Парман-Дойчи была пресная, а их глубина достигала 30—40 саженей (64—85 м). На карте Шуберта 1865—1876 года в деревне Алты-пармак-Джайчи обозначено 6 дворов.
Земская реформа 1890-х годов в Евпаторийском уезде прошла после 1892 года; в результате Алтыпармак приписали к Агайской волости. По «…Памятной книжке Таврической губернии на 1900 год», на хуторе Алтыпармак числилось 34 жителя в 3 дворах. По Статистическому справочнику Таврической губернии. Ч.II-я. Статистический очерк, выпуск пятый Евпаторийский уезд, 1915 год, в экономии Алтыпармак (Дувана) Агайской волости Евпаторийского уезда числилось 3 двора с русским населением в количестве 23 человек приписных жителей.
После установления в Крыму Советской власти, по постановлению Крымревкома от 8 января 1921 года № 206 «Об изменении административных границ» была упразднена волостная система, и село вошло в состав Евпаторийского района Евпаторийского уезда, а в 1922 году уезды получили название округов. 11 октября 1923 года, согласно постановлению ВЦИК, в административное деление Крымской АССР были внесены изменения, в результате которых округа были отменены и произошло укрупнение районов: территорию округа включили в Евпаторийский район. Согласно Списку населённых пунктов Крымской АССР по Всесоюзной переписи 17 декабря 1926 года, в селе Алты-Пармак (и Рыбалка), Джелалского сельсовета Евпаторийского района, числилось 17 дворов, все крестьянские, население составляло 76 человек, из них 60 русских и 16 украинцев. Постановлением ВЦИК РСФСР от 30 октября 1930 года был создан Фрайдорфский еврейский национальный район (переименованный указом Президиума Верховного Совета РСФСР № 621/6 от 14 декабря 1944 года в Новосёловский) (по другим данным 15 сентября 1931 года) и Алты-Пармак включили в его состав. По данным всесоюзная перепись населения 1939 года в селе проживал 81 человек.
С 25 июня 1946 года Алты-Пармак в составе Крымской области РСФСР. Указом Президиума Верховного Совета РСФСР от 18 мая 1948 года Алты-Пармак переименовали в Панино. 25 июля 1953 года Новосёловский район был упразднен, а село включили в состав Раздольненского района. 26 апреля 1954 года Крымская область была передана из состава РСФСР в состав УССР. Время включения в Воронкинский сельсовет пока не установлено: на 15 июня 1960 года село уже числилось в его составе. Ликвидировано до 1968 года (согласно справочнику «Крымская область. Административно-территориальное деление на 1 января 1968 года» — в период с 1954 по 1968 годы, как село Воронкинского (в справочнике 1977 года — Зиминского) сельсовета).